# Modlitwa Manassesa
Modlitwa Manassesa – krótki utwór starotestamentowy, umieszczony w Septuagincie. W prawosławiu uważany za deuterokanoniczny i umieszczany jako zakończenie 2 Księgi Kronik. Przez Kościół katolicki i Kościoły protestanckie zaliczany do apokryfów.
Jest to krótki utwór mający charakter pieśni błagalnej, przypisywanej królowi Manassesowi. Jego treść nawiązuje do fragmentów 2 Księgi Kronik, mówiących o pokucie wiarołomnego władcy. 
Tekst powstał w języku greckim między 200 a 70 rokiem p.n.e. Zachował się jego przekład łaciński umieszczony w Didaskaliach i Konstytucjach apostolskich oraz niektórych rękopisach Wulgaty; zamieszczono ją też jako dodatek w Wulgacie sykstoklementyńskiej.